# Knights of the Temple: Infernal Crusade
Knights of the Temple: Infernal Crusade (viết tắt KOTT) là trò chơi điện tử thuộc thể loại hành động phiêu lưu do hãng Starbreeze Studios phát triển và TDK Mediactive phát hành vào năm 2004. Game chỉ được phát hành duy nhất tại thị trường Châu Âu. Nhạc nền được sáng tác bởi nhóm nhạc Metal Hà Lan Within Temptation. Phần tiếp theo là Knights of the Temple II.

## Cốt truyện
Câu truyện khởi nguồn từ việc một kẻ tay sai của quỷ dữ đội lốt giám mục đã bắt cóc tiểu thư Adelle xinh đẹp. Adelle là cô gái có một quyền năng lạ thường, không may chính quyền năng này lại có thể mở được cánh cửa địa ngục. Quỷ dữ đã bắt cô với toan tính thoát khỏi chốn tối tăm để thống trị thế giới loài người. Trong vai Paul, một hiệp sĩ thánh chiến trẻ, phải truy đuổi theo tay giám mục này và cứu lấy Adelle trước khi cánh cửa địa ngục bị mở ra.

## Cách chơi
Lối chơi của game rất đơn giản, trong đó người chơi sẽ phải chiến đấu mặt đối mặt với quỷ dữ trong suốt quá trình diễn biến của trò chơi, Các chiêu thức tấn công về cơ bản được chia làm hai loại là bằng lưỡi (chém) và mũi kiếm (đâm) cộng với chiêu đỡ đòn từ quân thù.
Trong KOTT kẻ thù không xuất hiện đông đảo mà thường xuất hiện theo từng tốp từ 3 tới 4 tên nhưng chúng có trình độ rất khá và tăng dần theo chiều sâu của game nên người chơi phải ra tay thật nhanh và liên tục chuyển chỗ, nếu không sẽ bị vây vào thế trận của quân địch. Điều này khiến người chơi luôn cảnh giác và phải quyết định ngay khi chạm trán quân địch: đánh phủ đầu hay nhử chúng tách ra xa nhau, ngoài ra game cho phép người chơi thi triển những tuyệt chiêu phối hợp (combo) hoặc những tuyệt chiêu kết thúc đẹp mắt vốn chỉ xuất hiện khi người chơi đánh áp đảo kẻ địch. 